# Scitico
Scitico (Skittico, Squitkko) /="land at the river branch", dolazi od peskatuk, at the branch, ili peskatuk-ohke, "land at the branch"/ jedno od plemena algonkinske konfederacije Pocomtuc, koji su živjeli u sjevernom Connecticutu uz rijeku Scantic. 
Glavno istoimeno selo nalazilo se na istočnom dijelu današnjeg grada Enfielda u Connecticutu, okrug Hartford.